# جوزة الكولة

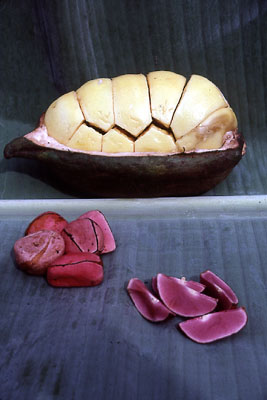
Kola nut — pods and seeds

جوزة الكولة أو جوزة شجرة الكولة أو جوزة الكولا هي ثمرة لشجرة الكولة، من جنس (الكولة) من أشجار الغابات الاستوائية المطيرة في إفريقيا. تستخدم فاكهتها التي تحتوي على الكافيين أحيانا عنصرًا منكهًا للمشروبات، ويطلق على هذه المشروبات مصطلح «الكولة».

## الإنتاج العالمي

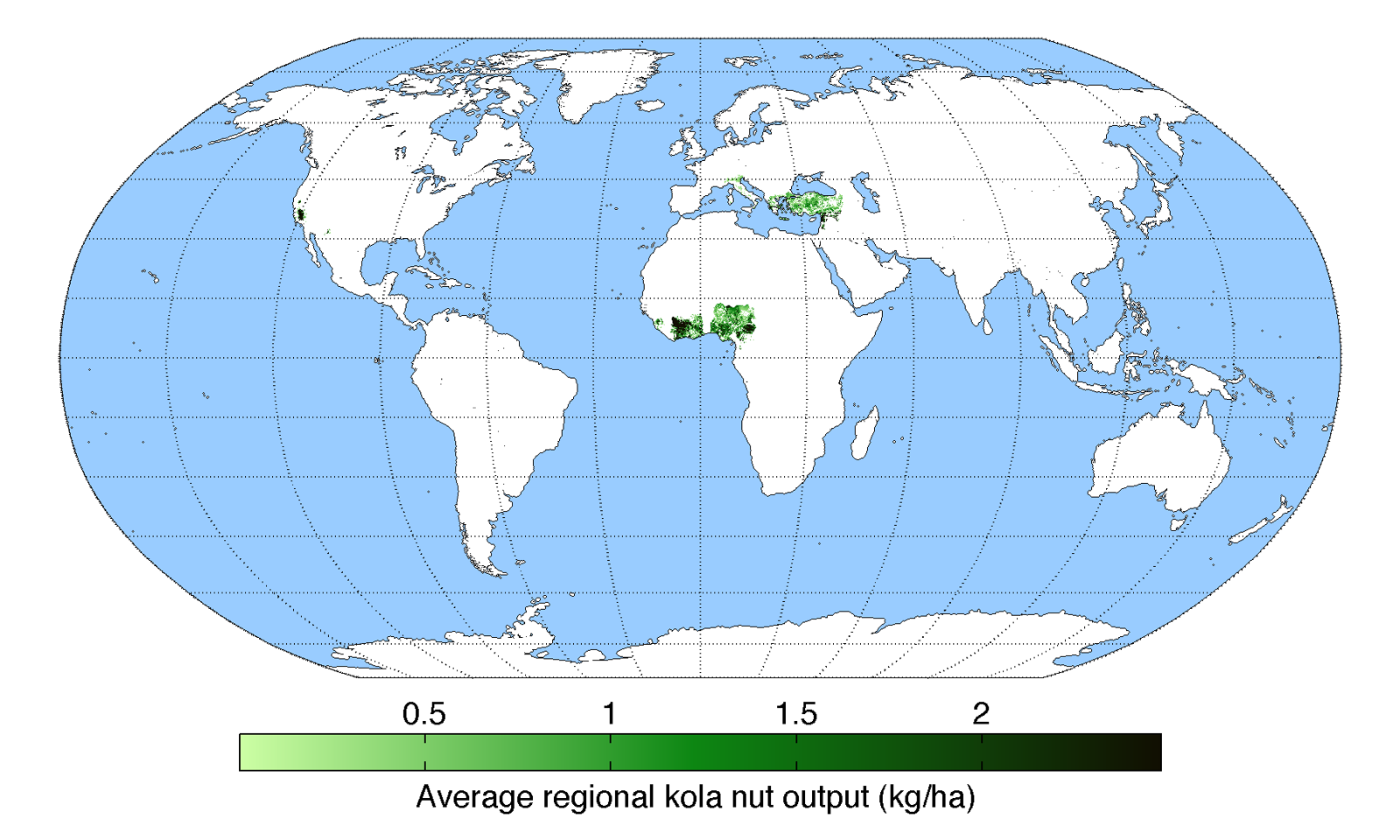
الإنتاج العالمي للكولة